# 백결 선생
백결(百結, 414년 ~ ?) 또는 백결 선생(百結 先生)은 신라 전기의 거문고 명수이다. 삼국사기에는 기록되어 있지 않으나, 《영해 박씨 족보》에 따르면 눌지 마립간대의 문신 박제상의 아들이라고 한다. 다른 이름은 문량(文良)이다.

## 생애
《삼국사기》에는 가문의 이력을 알수가 없다고 나와 있으나 《부도지》, 《영해 박씨 족보》 등에 따르면, 그의 본명은 박문량(朴文良)이며, 414년(실성마립간 13)에 태어난 것으로 기록되어 있다. 박제상의 아들이며, 자비왕 때 금성 낭산 기슭에서 살았다고 한다.
《삼국사기》에는 그의 생애에 대해 별다른 기록이 나와있지 않으며, 몹시 가난하여 옷을 백 군데나 끼워 입었기 때문에 백결 선생(百結 先生)이라 불리었다. 영계기를 존경해 거문고로 세상의 모든 것을 잊고자 했다고 한다. 섣달그믐날 아내가 이웃집 떡방아 소리를 부러워하자, 떡방아 대신에 아내에게 들려준 떡방아 소리인 〈대악〉(碓樂)이 유명했다고 한다.
《영해 박씨 족보》등에만 나와있는 기록으로는 관직을 떠날 때 귀향곡인 〈낙천악〉(樂天樂)이 있다고 한다. 청렴하고 결백했으며 궁중으로부터의 일체의 후원을 거절하고 스스로 궁색한 생활을 즐기다가 말년에는 종적을 감추었다고 전해진다.

## 가족 관계
- 아버지 : 박제상(朴提上)
- 어머니 : 국대부인(國大夫人)
  - 누이 : 박아기(朴阿奇)
  - 누이 : 박아영(朴阿榮)
  - 누이 : 박아경(朴阿慶)
  - 누이 : 청아부인(靑我夫人), 미사흔(未斯欣)에게 출가
    - 양자 : 박등흔(朴登欣)

## 같이 보기
- 우륵
- 왕산악
- 거문고
- 원효

## 참고 자료
- 이 문서에는 다음커뮤니케이션(현 카카오)에서 GFDL 또는 CC-SA 라이선스로 배포한 글로벌 세계대백과사전의 내용을 기초로 작성된 글이 포함되어 있습니다.